# Biškek
Biškek (kirgiski i ruski Бишкек) je glavni grad Republike Kirgistan u središnjoj Aziji.
Utvrdu Pišpek osnovao je 1825. kan Kokanda, danas istočnog Uzbekistana. G. 1861. osvojili su je Rusi, a 1926. mijenja ime u Frunze. Nakon raspada SSSR-a 1991. i osamostaljenja Kirgistana dobiva današnje ime.

## Povijest
Na prostoru Biškeka je tradicionalno bila karavanska postaja na putu svile. 1825. je na tom prostoru uzbečki kan iz Kokanda sagradio tvrđavu. Rusi su od 1862. sagradili vojnu utvrdu koju su nazvali Pišpek. U grad su se naselili ruski seljaci. Nakon dolaska komunista na vlast i uspostave SSSR-a je 1926. uspostavljena Kirgiska ASSR. Grad Pišpek je postao njezin glavni grad.  Nazvan je Frunze po sovjetskom generalu Mihailu Frunzeu rođenom u gradu.
Sovjetska vlast je provela industrijalizaciju i grade se nova postrojenja u tradicionalno poljoprivrednom i stočarskom kraju. Ukida se nomadizam i dotadašnji nomadi se naseljavaju u gradovima, pa tako i u Frunzeu. Tijekom 2. svj. rata su u grad premještene tvornice iz ratom ugroženih prostora. U grad se naseljava mnogo Rusa, te su tijekom sovjetskog razdoblja oni činili većinu stanovništva.
Godine 1991. se raspao SSSR i Kirgistan je postao samostalna država. Frunze je preimenovan u Biškek i postao je glavni grad nezavisnog Kirgistana. Većina Rusa je iselila u Rusiju i većinu u gradu sad čine Kirgizi. Grad se modernizira i postaje poslovni i financijski centar Kirgistana. Od 2002. SAD koristi aerodrom Manas kod grada kao bazu za vojne operacije u Afganistanu.

## Zemljopis
Biškek je smješten na sjeveru Kirgistana u blizini granice s Kazahstanom. Nalazi se na 800 m nadmorske visine u podnožju kirgistanskih planina planinskog lanca Tian Shan. U planinama 40 km južno od grada je nacionalni park Ala-Arča. Kroz grad teče rijeka Čuj. Sjeverno od grada postoji nekoliko umjetnih jezera. U okolici je razvijena poljoprivreda i postoji mnogo obrađenih polja.
Klima je kontinentalna s malo padalina. Ljeta su topla i sušna, a zime hladne s malo snijega.

## Znamenitosti
Grad ima pravilnu strukturu ulica u smjeru sjever-jug i istok-zapad koje se križaju pod pravim kutom.
Glavna ulica se zove Prospekt Chui. Postoji mnogo zgrada tradicionalne sovjetske arhitekture. Grad ima vrlo mnogo parkova. Značajan je Povijesni muzej na glavnom trgu Ala-Too. Zanimljiva je zgrada vlade Kirgistana nazvana "Bijela kuća". Postoji konjanička skulptura Mihaila Frunzea. Zanimljiva je cesta koja preko planina povezuje Biškek s gradom Ošem nazvana "Cesta iznad oblaka".

## Gradovi prijatelji
- Colorado Springs, Colorado, SAD
- Meriden, Connecticut, SAD
- Ankara, Turska
- Izmir, Turska
- Toronto, Kanada
- Almaty, Kazahstan